# Valle del Cauca
Valle del Cauca är ett departement i Colombia, och är beläget i den västra delen av landet. Departementet gränsar till Stilla havet i väster. Administrativ huvudort och största stad är Cali. Andra stora städer är Buenaventura, Buga, Cartago, Palmira och Tuluá. Departementet skapades den 16 april 1910.

## Kommuner i Valle del Cauca
1. Alcalá
2. Andalucía
3. Ansermanuevo
4. Argelia
5. Bolívar
6. Buenaventura
7. Buga
8. Bugalagrande
9. Caicedonia
10. Cali
11. Calima
12. Candelaria
13. Cartago
14. Dagua
15. El Águila
16. El Cairo
17. El Cerrito
18. El Dovio
19. Florida
20. Ginebra
21. Guacarí
22. Jamundí
23. La Cumbre
24. La Unión
25. La Victoria
26. Obando
27. Palmira
28. Pradera
29. Restrepo
30. Riofrío
31. Roldanillo
32. San Pedro
33. Sevilla
34. Toro
35. Trujillo
36. Tuluá
37. Ulloa
38. Versalles
39. Vijes
40. Yotoco
41. Yumbo
42. Zarzal